# 제응
제응(齊應, ? ~ 기원전 134년)은 전한 전기 ~ 중기의 제후로, 개국공신 제수의 손자이다.

## 생애
문제 6년(기원전 174년), 아버지 제시인의 뒤를 이어 평정후(平定侯)에 봉해졌다.
평정공후 41년(기원전 134년)에 죽어 시호를 공이라 하였고, 아들 제연거가 작위를 이었다.

## 출전
- 사마천, 《사기》
  - 권19 혜경간후자연표
- 반고, 《한서》
  - 권16 고혜고후문공신표

| 선대 아버지 평정제후 제시인 | 전한의 평정후 기원전 174년 ~ 기원전 134년 | 후대 아들 평정강후 제연거 |